# High Hopes (àlbum de Bruce Springsteen)
High Hopes és el 18è àlbum d'estudi de l'artista estatunidenc Bruce Springsteen, que va sortir al mercat el 14 de gener de 2014.
L'àlbum compta amb la E Street Band juntament amb el guitarrista Tom Morello i els ex-membres de l'E Street Band Clarence Clemons i Danny Federici, que han mort. L'anunci de l'àlbum es va fer al compte oficial de Springsteen Facebook el 24 de novembre de 2013. El primer senzill i video musical de l'àlbum, "High Hopes", va ser llançada el 25 de novembre de 2013. Springsteen va dir que la nova música era "una mica del nostre millor material inèdit de l'última dècada", i entre el millor de la seva composició i que es mereixia un estudi de gravació apropiat.